# Virginie Lafargue
Pour les articles homonymes, voir Lafargue.
Virginie Lafargue, est une coureuse cycliste et triathlète française.

## Palmarès

### Palmarès en cyclisme
- 1984
  - Grand Prix de France
  - 3e du championnat de France de poursuite
- 1985
  - Grand Prix de France
  - 8e du championnat du monde sur route
- 1986
  - Grand Prix de France
  - 2e étape du Tour de France féminin
  - 2e du Tour de l'Aude
  - 2e du championnat de France de la course aux points
  - 3e du championnat de France de poursuite
- 1987
  - Grand Prix de France
  - GP Chiasso
  - 2e de la Mi-Août Bretonne
  - 2e du championnat de France de poursuite
  - 2e du championnat de France de la course aux points
- 1988
  - 4e étape du Tour de Colombie féminin
  - 13e étape du Tour de France féminin
  - 2e du championnat de France de la course aux points
  - 2e du championnat de France de poursuite
  - 3e du Tour de Colombie féminin

### Palmarès en triathlon
Le tableau présente les principaux résultats (podiums) réalisés sur les circuits nationaux et internationaux de duathlon et de triathlon.
| Année | Compétition                                             | Pays    | Position          |
| ----- | ------------------------------------------------------- | ------- | ----------------- |
| 1992  | Championnats d'Europe de duathlon par équipe            | Espagne | Médaille d'or     |
| 1992  | Championnat de France de triathlon longue distance (LD) | France  | Médaille d'argent |
| 1992  | Championnat de France de duathlon longue distance (LD)  | France  | Médaille d'or     |
| 1996  | Championnat de France de duathlon (CD)                  | France  | Médaille d'or     |
| 1996  | Grand Prix de duathlon - classement individuel          | France  | Médaille d'or     |
| 1997  | Championnats de France de triathlon d'hiver             | France  | Médaille d'or     |